# 錫古恩薩主教城堡

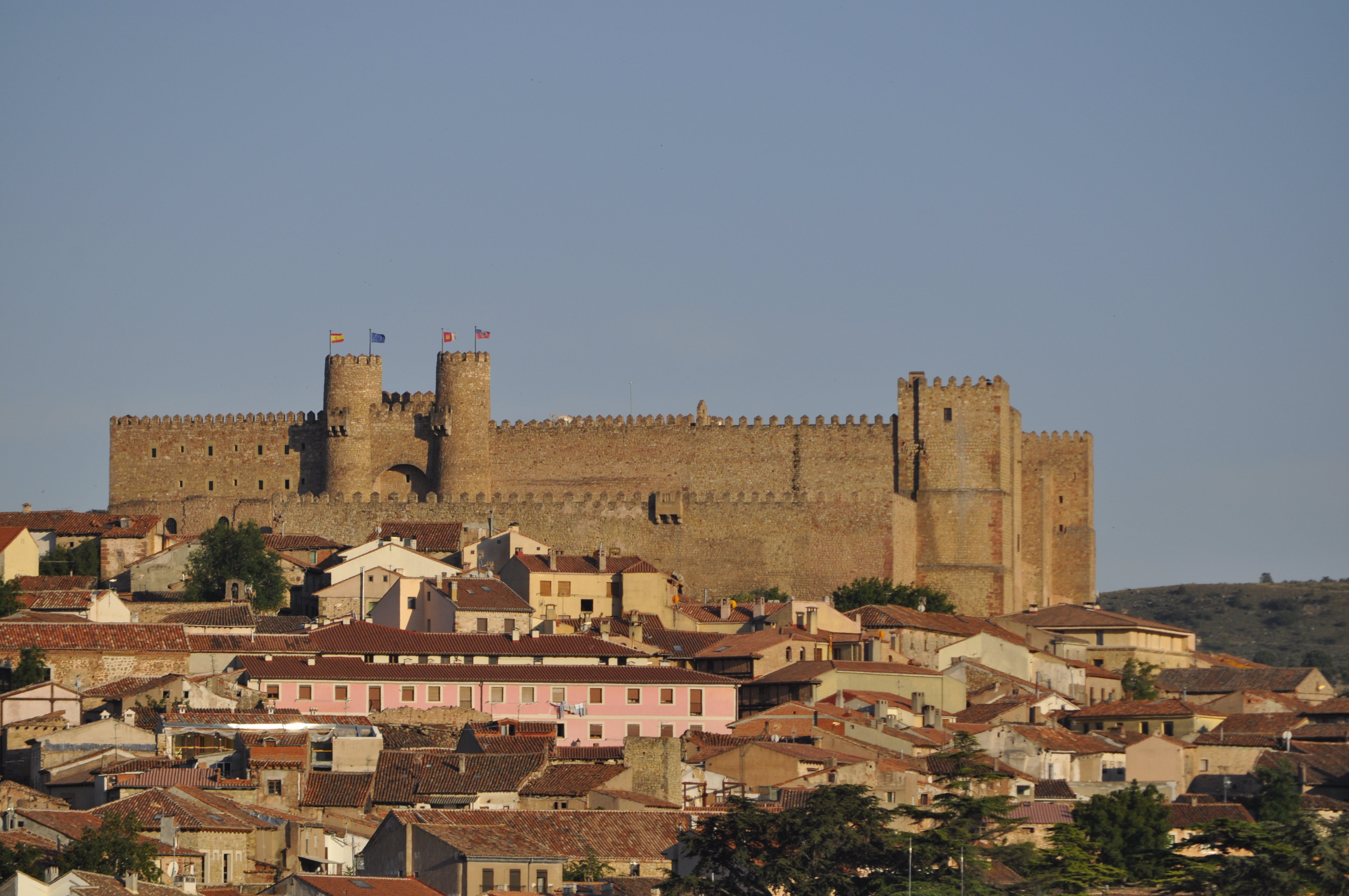
錫古恩薩主教城堡

錫古恩薩主教城堡（Castillo de los Obispos de Sigüenza）是一座位於西班牙中部卡斯蒂利亞-拉曼恰瓜達拉哈拉省錫古恩薩的城堡，其歷史可以追溯至5世紀。該城堡後經摩爾人擴建，在1123年由基督徒奪回。

## 外部連結
- Parador de Sigüenza, official site （页面存档备份，存于）

41°03′51″N 02°38′29″W / 41.06417°N 2.64139°W